# A Day in the Life
"A Day in the Life" là ca khúc cuối cùng trong album nổi tiếng Sgt. Pepper's Lonely Hearts Club Band của ban nhạc The Beatles được phát hành vào năm 1967. Ca khúc là một sáng tác chung của Lennon-McCartney, bao gồm 2 đoạn nhạc chưa hoàn thiện của John Lennon xen giữa là 1 đoạn nhạc khác cũng chưa hoàn thiện của Paul McCartney.
Mang hơi hướng của psychedelic rock, "A Day in the Life" được coi là siêu phẩm của Sgt. Pepper. Đây là một trong những thành tựu vô cùng đáng nhớ của Lennon-McCartney bởi phần hòa âm cầu kỳ phức tạp, ca từ mang đậm tính siêu thực cùng với đó là những cải tiến vượt bậc về kỹ thuật thu âm. "A Day in the Life" là một trong những ca khúc nổi tiếng nhất, thành công nhất và đặc trưng nhất của "thời kỳ phòng thu" của The Beatles.

## Sáng tác
Thông thường, khi John Lennon và Paul McCartney cùng ngồi bên nhau sáng tác, một người viết sẽ phần sườn để người kia hoàn thiện bằng những đoạn chuyển, ca từ hoặc những ý tưởng mới. "Paul và tôi đã cùng viết "A Day in the Life". Cách viết của chúng tôi, đó chính là chúng tôi đã tìm được một câu mào rất hay "I read the news today...", hoặc đại loại thế, và khi chúng tôi thấy có chỗ nào đó thực sự khó, thậm chí cần nhấn mạnh, thì chúng tôi bỏ đi. Sau đó, chúng tôi lại làm lại. Tôi hát một nửa bài và điều đó truyền cảm hứng cho Paul viết nốt phần còn lại, và ngược lại", John giải thích.
John bắt đầu viết những dòng đầu tiên khi đọc 2 bài báo trên tờ Daily Mail ngày 1 tháng 1 năm 1967. Một trong số chúng nói về cái chết của Tara Browne – người thừa kế của hãng bia Guinness nổi tiếng – sau khi chiếc xe Lotus Elan của anh đâm phải một chiếc xe tải ngày 18 tháng 12 năm 1966. Browne là một người khá thân thiết với The Rolling Stones cũng như The Beatles (từng tham gia cộng tác trong album Revolver của họ). Bài báo còn lại nói về tình trạng có khoảng 4000 chiếc ổ gà trên đường phố tại Blackburn vùng Lancashire. Lennon cũng đưa thêm một thông tin rằng "quân đội Anh đã giành chiến thắng" ("The english army had just won the war") lấy từ bộ phim mà anh thủ vai How I Won the War phát hành sau đó vào ngày 18 tháng 10 cùng năm.
Tuy nhiên, John lại gặp trục trặc ở phần chính giữa ca khúc. Để hoàn thiện nó, Paul đã chèn một đoạn đệm piano lấy từ một ca khúc khác mà anh đang viết dở kể về một cậu bé nghe tiếng chuông tỉnh dậy để đi học. Đó là những kỷ niệm tuổi thơ của chính McCartney: "Tôi nhớ lại những lúc tôi đã từng phải chạy trên phố để bắt được chuyến bus, hút thuốc ở tầng trên của xe trên đường tới trường. Đó chính là những gì tôi có được từ trường học. Tôi hút thuốc, có ai đó nói gì đó và tôi vào cơn mơ." ("Made the bus in seconds flat/ Found my way upstairs and had a smoke/ Somebody spoke and I went into a dream").
Paul cũng là người viết đoạn đáng chú ý nhất của ca khúc: "Chúng tôi đã làm mọi thứ có thể với ca khúc này. Chúng tới từ những cảm xúc từ mọi hướng khác nhau. Tôi bắt đầu với việc lấy đi một vài ý tưởng của John. Chúng tôi sử dụng tới 15 nhịp, rồi sau đó lại muốn tìm một cái gì đó mới..." "Cái gì đó mới" cuối cùng được cả hai lựa chọn là một dàn nhạc thính phòng để đảm bảo giữ vững cao độ của 24 nhịp trong đoạn chuyển giữa 2 đoạn hát bởi John và 1 đoạn hát bởi McCartney. Ban đầu, ý định này bị nhà sản xuất của ban nhạc, George Martin, bác bỏ khi ông cho rằng chi phí để thuê một dàn nhạc tới 90 người là quá cao cho một đoạn nhạc quá ngắn. Nhưng Ringo Starr đã đưa ra tiếng nói quyết định: "Chúng ta chỉ cần thuê một nửa số đó và thu âm làm 2 lần." Tất cả đều thống nhất và phần ghi đè được thực hiện chỉ riêng với đoạn cuối của ca khúc.
McCartney cũng là người viết nên câu hát nổi tiếng "I’d love to turn you on" ("Anh nên/phải yêu để làm em thức tỉnh") mà Lennon ngân nga trong đoạn vào của dàn nhạc. John cho rằng câu hát đó thể hiện đặc biệt tinh thần của psychedelic rock và những nguyên nhân nhãn tiền của nó: việc lạm dụng chất kích thích.

## Thu âm

### Giai điệu chính
Ngày 19 tháng 2 năm 1967, The Beatles tại phòng thu số 2 của Abbey Road trong buổi thu âm ca khúc có tên "In the Life of...". Có 4 đoạn nhạc mẫu được ghi, trong đó John Lennon chơi guitar acoustic và hát, Paul McCartney chơi piano, George Harrison với maraca còn Ringo Starr chơi bongo. Theo Geoff Emerick, Lennon và McCartney thực tế đã chuẩn bị rất kỹ cho ca khúc này, vậy nên vai trò của Harrison không quá quan trọng. John cũng là người đếm nhịp "one, two, three, four" cũng như nói "sugarplum fairy, sugarplum fairy".
Ngày hôm sau, bốn bản thâu được thực hiện trên cùng một tông chuẩn và được ghi dưới dạng băng từ để sau này tạo nên các bản thu thứ 5, 6 và 7 – những bản thu được chỉnh âm rất khác biệt. Kể từ bản thu thứ 6, bản thu mà ban nhạc cho là hoàn hảo nhất với giọng của John, luôn luôn kèm các tiếng vọng, thì phần bass của Paul và trống của Ringo cũng bắt đầu được thâu kèm.
Công việc trở lại vào ngày 3 tháng 2 sau khi The Beatles có những đánh giá đầu tiên về bản thu của họ. Cho rằng phần trống và bass còn nghèo nàn, Paul và Ringo tiến hành thu âm lại bằng việc xóa đi những công việc trước đó. Ringo tìm ra một cách chơi khác hiệu quả hơn khi dùng kick làm nhạc cụ giữ nhịp. George Martin nhớ lại: "Đó là ý tưởng của cậu ấy. Anh ấy có một cảm nhận rất lạ về ca khúc này và anh ấy đã giúp chúng tôi có một nhịp rất chuẩn ngay từ đầu." Các lần ghi đè bắt đầu và phần hát của McCartney được thu âm lại nhiều lần.

### Dàn nhạc
Khi The Beatles bắt đầu việc thu âm, họ không hề nghĩ tới việc hoàn thiện 24 nhịp nối của 2 phần. Trong những buổi thu đầu tiên, đoạn này chỉ bao gồm một đoạn piano với giọng đếm nhịp của Mal Evans. Âm vọng cũng được cho kèm với giọng của Evans vì ban nhạc rất thích sử dụng nó. Tiếng chuông đồng hồ báo hiệu kết thúc của đoạn chuyển 24 nhịp này và bắt đầu phần vào của dàn nhạc. Đáng lẽ ban nhạc đã nghĩ tới việc tăng hiệu ứng chỉnh âm trong đoạn này, song vì nó lại rất hợp với giọng mở đầu của Paul "woke up, fell out of bed..." nên họ quyết định giữ lại như bản thu gốc.
"Khi bắt đầu đoạn nhạc này trong phòng thu, tôi đã đề nghị Mal nói to giọng để đếm nhịp trong quãng 24 nhịp đó. Mọi người hỏi tôi định nhét thứ gì vào đoạn đó. Tôi nói rằng tôi chưa có ý tưởng gì cả, vậy nên cứ "Một, tong, tong, tong, hai, tong, tong, tong,..." Ai cũng có thể nghe thấy những tiếng đếm này của anh ấy trong đĩa nhạc. Tới nhịp thứ 24, chính Mal là người bấm chiếc chuông báo thức. Bước tiếp theo là hoàn thiện khoảng trống kia. Khi thu âm, mọi người đã chèn với tiếng đếm của Mal những tiếng vọng kéo dài tới tận nhịp thứ 24. Tôi có thu âm song song các chuỗi hợp âm piano rải theo giọng của anh ấy", Paul McCartney nhớ lại.
Ngày 10 tháng 2, một dàn nhạc gồm 40 nhạc công, chủ yếu là thành viên của Dàn nhạc Hoàng gia và Dàn nhạc thành phố London, cùng nghệ sĩ kèn trumpet David Mason và nghệ sĩ kèn cor Alan Civil, cùng tới phòng thu Abbey Road. Paul McCartney yêu cầu các nghệ sĩ chơi các nhạc cụ của mình từ nốt thấp nhất lên tới nốt cao nhất, với tốc độ mà anh mong muốn trong suốt 24 nhịp không ngừng.
Để làm hài lòng các nghệ sĩ nhạc cổ điển và mong muốn họ có được tinh thần phù hợp nhất, The Beatles đã có một ý tưởng điên rồ. Họ biến phòng thu số 1 của Abbey Road thành một nơi tổ chức tiệc mời các người bạn của họ trong "Swinging London" và gợi ý họ đeo những chiếc mũi hề, tai giả, mũi chóp cao và nhiều phụ kiện giải trí khác.
Nhằm có được bản thu của dàn nhạc hợp với mong muốn của The Beatles, và nhất là có thể ghi đè 4 lần thu âm, tương đương với một dàn nhạc 160 người, các kỹ thuật viên của Abbey Road buộc phải tìm ra các phương pháp đặc biệt. George Martin đã đề nghị với Ken Townsend cho chạy song song 2 máy thu 4-băng, một công việc mà họ chưa từng thực hiện. Townsend đã tìm ra một giải pháp bằng cách đồng bộ chúng với một máy giúp họ có thể dễ dàng nhận được tín hiệu: họ thu âm theo tần số 50 Hz trên chiếc máy thứ nhất, sau đó gửi những tín hiệu đó về chiếc thứ hai để đồng bộ, sau đó tăng tần số của máy ampli cho tới khi máy đo độ rung của chiếc máy thu thứ hai hoạt động. Townsend giải thích: "Như mọi lần khác, một ý tưởng hoàn toàn có thể áp dụng được, hoặc không. Lần này thì có. Suốt cả quá trình, chúng tôi đã ghi âm The Beatles trên một máy, và dàn nhạc trên một máy khác, sau đó lại làm lại cho tới khi chúng tôi có trong tay 4 dàn nhạc. Vấn đề duy nhất chính là việc cùng chỉnh âm 2 máy. Một trong 2 chiếc khởi động chậm hơn, và chúng tôi không thể làm cho chúng trở nên đồng bộ, điều làm cho George Martin vô cùng nản lòng." Nhà sản xuất bổ sung: "Việc đồng bộ thực ra không quá kinh khủng, và dàn nhạc đã cố gắng tự điều chỉnh từng chút một. Tuy nhiên, điều đó lại chẳng có ích gì."

### Hợp âm cuối
Hợp âm piano cuối cùng của ca khúc thực tế thay thế một hòa giọng thu âm từ ngày 10 tháng 2: sau khi những nghệ sĩ cổ điển rời phòng thu, The Beatles quyết định hoàn thành ca khúc bằng một hòa âm tốt, nhưng kể cả khi họ tiến hành nhiều lần ghi đè, họ kết luận rằng thực tế họ muốn một thứ âm thanh dồn nén hơn. Ngày 22 tháng 2, họ tập hợp tất cả các đàn dương cầm tại phòng thu Abbey Road lại. John Lennon, Paul McCartney, Ringo Starr, George Martin và Mal Evans cùng nhau chơi một hòa âm giọng Mi trưởng trên 4 chiếc piano riêng biệt, thực hiện tới 9 lần trước khi đồng bộ hóa tất cả. Cuối cùng, họ có được một hợp âm mạnh rồi nhỏ dần suốt 53 giây – một hợp âm mà thực tế các kỹ thuật viên tin rằng đã kết thúc từ giây 47. George Martin cũng bổ sung một hợp âm của đàn harmonium theo yêu cầu của McCartney nhằm có thêm chút màu mè cho đoạn kết. Nhà sản xuất cũng không quên thực hiện nhiều lần ghi đè cho đoạn kết này.
Chỉ riêng với "A Day in the Life", The Beatles cùng các cộng tác viên đã tốn tổng cộng 34 giờ thu âm, một sự tương phản rõ rệt với album đầu tay của họ, Please Please Me, khi nó chỉ được thực hiện trong vỏn vẹn 10 tiếng đồng hồ của ngày 11 tháng 2 năm 1963. Bản thâu có dàn nhạc được thực hiện với lần thu thứ 6, sau đó là thứ 7. Ngày 23 tháng 2 năm 1967, phần chỉnh âm được hoàn thiện, và có tới chín bản thu nữa được thực hiện. Phần chỉnh âm cuối cùng được làm giữa bản thứ 6, thứ 7 và thứ 9.
Nên nhớ, chỉ có hai bản nhạc trộn của The Beatles mà John Lennon và Paul McCartney chung sức hoàn thiện với cùng một ý tưởng: đó là "A Day in the Life" và "Polythene Pam"/"She Came in Through the Bathroom Window" trong medley của album Abbey Road (1969).

## Cấu trúc
"A Day in the Life" được chơi chủ yếu trên giọng Sol trưởng (G), nhưng theo Alan W. Pollack, "thực tế trọng tâm nằm ở giọng Sol thứ và Mi thứ". Trong 2 đoạn chính, giọng chuẩn là Sol trưởng (G) và Mi thứ (Em), còn trong đoạn chuyển là giọng Mi trưởng (E). Toàn bộ ca khúc chơi theo nhịp 4/4.
Ca khúc bao gồm 6 đoạn: đoạn đầu là phần hát của John Lennon, phần xuất hiện của dàn nhạc và đoạn của Paul McCartney, rồi tới đoạn thứ hai của John, đoạn vào thứ hai của dàn nhạc, hợp âm piano dài 47 giây, và cuối cùng là một đoạn bè run-out groove thu âm mono hát không ngừng cho tới hết bài. Cấu trúc rất phức tạp này được thống nhất bởi cả Lennon lẫn McCartney – những người mà thậm chí còn chưa từng biết tới việc đọc nốt nhạc. George Martin là người giúp họ viết và trình bày các ý tưởng.
Phần thứ nhất (từ đầu tới 1:45)
Ca khúc được bắt đầu bởi tiếng ồn từ đám đông ở đoạn kết của ca khúc trước đó, "Sgt. Pepper’s Lonely Hearts Club Band (Reprise)". Những tiếng ồn này nhỏ dần sau 4 giây để dẫn tới tiếng guitar acoustic, theo đó là tiếng piano và bass. Ở giây thứ 13, John Lennon bắt đầu câu hát đầu tiên "I read the news today oh boy, about a lucky man who made the grade..." và những tiếng maraca vang lên. Đây là một đoạn rất êm với những tiếng đệm xen kẽ của piano. Sau 48 giây, trống bắt đầu chơi với tiếng dùng kick rất mạch lạc. Giai điệu trôi rất đều cho tới khoảng phút 1.38, Lennon ngân lên "I’d love to turn you on..." và dàn nhạc bắt đầu vào với âm thanh lớn dần.
Phần thứ hai - đoạn vào của dàn nhạc (từ 1:46 tới 2:15)
Dàn nhạc 40 người bắt đầu chơi bằng cách đưa những nốt từ cao độ thấp nhất tới cao nhất, và mỗi nhạc cụ theo một nhịp khác nhau. Tất cả đều được giữ nhịp bởi một tiếng đệm piano và một tiếng bass rất đều tay kéo dài từ phần trước. Đoạn lên của dàn nhạc dừng lại khá đột ngột, song tiếng piano và bass vẫn được giữ nguyên. Mal Evans bật chiếc chuông báo thức và giọng của Paul McCartney bắt đầu cất lên.
Phần thứ ba (từ 2:16 tới 3:18)
Đoạn nhạc này là một ca khúc ngắn của Paul McCartney tiếp tục được dẫn bởi nhịp của piano và bass. Giai điệu này còn kéo dài tới 2.49 tới một chỗ nghỉ mà giọng của John Lennon bắt đầu ngân nga cho tới khi dàn nhạc kết thúc và anh quay trở lại với đoạn thứ hai của mình.
Phần thứ tư (từ 3:18 tới 4:20)
Tất cả quay lại từ đầu với piano, bass, guitare acoustic và maraca. Lennon một lần nữa hát "I read the news today, oh boy..." nhưng với câu chuyện về những chiếc ổ gà ở vùng Lancashire. Ở 3.44, câu hát bất hủ "I’d love to turn you on..." lại được ngân lên báo hiệu lần xuất hiện thứ hai của dàn nhạc vô cùng khác biệt.
Phần thứ năm - hợp âm piano (từ 4:21 tới 5:04)
Dàn nhạc chơi với giai điệu vô cùng gắt gỏng và đột ngột dừng lại ở 4.19, sau đó ca khúc được kết thúc bởi một trong những hợp âm piano nổi tiếng nhất lịch sử âm nhạc đại chúng. Tiếng vang được kéo dài tới hết mức có thể – xấp xỉ 1 phút. Khi những âm thanh cuối cùng kết thúc, ta có thể nghe thấy tiếng giấy rơi, ghế gãy và ai đó nói "Shhh!".
Phần thứ sáu - đoạn bè kết bài (từ 5:07 tới 5:33)
Trong những bản thu mono đầu tiên được phát hành, ta có thể nghe được một đoạn bè run-out groove. Kể từ các ấn bản CD, đoạn bè này trở thành một phần của ca khúc. Thực tế nó là một ca khúc ẩn, không được ghi tên và được thu âm vào ngày 21 tháng 4 năm 1967. Nó được tạo nên từ một đoạn băng thâu lỗi ở tần số 20 KHz, ngoài ngưỡng nghe của con người, và không thể tái tạo lại được vào thời điểm đó. Tuy nhiên, John Lennon vẫn hi vọng thực hiện được vì anh nói rằng ở tần số đó, tiếng sủa của loài chó vẫn có thể trở thành âm thanh chất lượng tốt. Ban đầu, The Beatles định hát theo câu "I never know the end". Họ đã nghĩ ra khoảng 2-3 câu kiểu vậy. Những câu nói được chọn có thể được nghe khá rõ "He never kissed me any other way/ Is he any other way" hay "It will be like this again" và "Very soon". Câu nói nền là câu nói duy nhất có thể hiểu được trong số những gì mà ban nhạc nói "Supermen". Đoạn bè này trở thành một trong vô số những giai thoại về The Beatles.

## Ca từ

John Lennon trong video của ca khúc

"A Day in the Life" được mở đầu bằng một giọng rất nhẹ của Lennon "I read the news today, oh boy..." với tiếng đệm của guitar acoustic sau những âm thanh từ ca khúc "Sgt. Pepper's Lonely Hearts Club Band (Reprise)".
Ở trong đoạn thứ hai, câu hát "He blew his mind out in a car" là một dòng tin mà Paul McCartney đọc trên tờ Daily Mail ngày 18 tháng 12 năm 1966. Đó chính là tin về vụ tai nạn của Tara Browne, người thừa kế của hãng bia Guinness. Tuy nhiên, John thực sự không hề biết câu chuyện nguồn cơn có nên câu hát, và thực tế Tara Browne không bị tai nạn "vỡ sọ", mà bị chấn thương nặng ở hệ thần kinh sau những chấn động mạnh lên não. Hơn nữa, câu hát "He didn't notice that the lights had changed" ("Không hề biết đèn đã chuyển màu") là một sự tưởng tượng. Chính điều đó lại dẫn tới câu chuyện sau này vào năm 1969 về tin đồn về cái chết của Paul McCartney khi cho rằng anh bị tai nạn xe hơi trong quá trình thực hiện Sgt. Pepper.
Trong đoạn tiếp theo, Lennon nói về những trải nghiệm của mình khi thực hiện bộ phim How I Won the War (1967) của Richard Lester với câu hát "I saw a film today oh boy/ The English army had just won the war".
Ở đoạn thứ 4, John lại trích một bài báo khác của Daily Mail nói về những chiếc ổ gà ở Blackburn ("Four thousand holes in Blackburn, Lancashire"). Con số đáng kinh ngạc này là một bài thống kê của chính quyền địa phương. Ở bài báo tiếp theo, anh lại góp nhặt câu chuyện về một ca sĩ hát tại Royal Albert Hall, và Lennon đã cố ý lồng ghép 2 câu chuyện này lại: một bên là 4.000 cái ổ gà, còn một bên là một trong những nơi sang trọng bậc nhất của London. Anh giải thích: "Còn thiếu duy nhất một từ khi mà chúng tôi muốn thu âm... Tôi đã nhẩm ra câu hát sẽ là "Now they know how many holes it takes to" – cái gì đó – "the Albert Hall" ("Người ta biết cần bao nhiêu ổ gà để... Albert Hall"). Một từ mà đứng riêng nó vô nghĩa, song trong hoàn cảnh nào đó, nó là từ cần tìm. Mấy cái ổ gà có thể làm được gì ở Albert Hall? Và Terry Doran đã gợi ý cho tôi từ "fill" ("làm đầy")."
Phần viết của Paul McCartney ở giữa 2 đoạn của Lennon là những kỷ niệm ấu thơ của anh khi còn sống ở Liverpool: anh hút thuốc trên đường đi xe bus tới trường. Anh viết "Somebody spoke and I went into a dream". Chính trên chiếc xe bus đó mà một lần anh đã gặp George Harrison.
Mang nhiều ảnh hưởng của psychedelic rock, ca khúc bị đánh giá mang nặng ca từ của việc lạm dụng chất kích thích. Câu hát nổi tiếng "I’d love to turn you on" ("Anh nên/phải yêu để làm em thức tỉnh") là lý do chính khiến đài BBC quyết định không phát ca khúc này trên sóng phát thanh vì nó khiến liên tưởng tới một khẩu hiệu của Timothy Leary "Turn on, tune in, drop out" ("Thức tỉnh, đón nhận, thư thái"). Người ta cũng cho rằng những đoạn nối trong ca khúc là lúc McCartney hút thuốc, còn khái niệm "four thousand holes", cũng giống trong "Fixing a Hole", lại khiến liên tưởng tới việc hút heroin.

## Đón nhận của công chúng

"A Day in the Life" đóng góp 1 đề cử Grammy cho album Sgt. Pepper's Lonely Hearts Club Band của The Beatles

"A Day in the Life" được coi là một trong những tuyệt tác lớn nhất của The Beatles nói chung và Lennon-McCartney nói riêng. Paul Grushkin, viết trong cuốn sách Rockin' Down the Highway: The Cars and People That Made Rock Roll, đã miêu tả ca khúc như "một tác phẩm giàu tham vọng nhất, ảnh hưởng nhất, cải tiến nhất của lịch sử âm nhạc đương đại." Trong From Craft to Art: Formal Structure in the Music of the Beatles, John Covach đã nói về "A Day in the Life" là "ca khúc quan trọng nhất của lịch sử nhạc rock, cho dù nó chỉ dài 4 phút 45 giây." Trên Allmusic, cây viết nổi tiếng Richie Unterberger ghi khá ngắn gọn: ""A Day in the Life" lại là phần coda đầy bất ngờ và mang tính quyết định cho album, như một chút gì đó cô đọng của Summer of Love. Kể từ đây, không còn một quy chuẩn nào nữa, các ban nhạc pop và rock đều đã đi tìm các thử nghiệm, từ những kẻ kém cỏi cho đến những người giỏi nhất. Thật mỉa mai rằng không có mấy ai có thể có được cảm quan âm nhạc như của The Beatles."
Ca khúc xuất hiện trong rất nhiều danh sách các ca khúc xuất sắc nhất của thế kỷ XX. Nó được xếp ở vị trí số 1 trong danh sách "50 ca khúc Anh quốc hay nhất mọi thời đại" của tạp chí Q, trong danh sách "101 ca khúc của The Beatles" của tạp chí Mojo và trong danh sách 100 ca khúc của The Beatles của tạp chí Rolling Stone. Tờ Rolling Stone cũng xếp ca khúc ở vị trí 28 trong danh sách "500 bài hát vĩ đại nhất" được phát hành vào năm 2004. Đài CBC của Canada xếp ca khúc ở vị trí số 12 trong danh sách "50 bài hát" và là ca khúc đứng thứ hai của The Beatles sau "In My Life". XFM xếp "A Day in the Life" ở vị trí số 38 trong số các ca khúc Anh quốc xuất sắc nhất vào năm 2010. Ca khúc cũng được đề cử giải Grammy vào năm 1967 cho phần hòa âm xuất sắc nhất.
Đĩa đơn của "A Day in the Life" được phát hành vào ngày 30 tháng 9 năm 1978. Trong video clip, ngoài ê-kíp của The Beatles và đội ngũ sản xuất, người ta có thể thấy Mick Jagger, Keith Richards và Michael Nesmith – những thành viên trong nhóm "Swinging London".
Ngày 27 tháng 8 năm 1992, bản viết tay phần lời của John Lennon được Mal Evans bán đấu giá tại Sotheby's, London với giá 100.000 $. Năm 2006, nó một lần nữa được rao bán bởi Bonhams ở New York. Ngày 18 tháng 6 năm 2010, Sotheby's đã bán đấu giá một lần nữa với giá 1,2 triệu $ trong khi họ không hề dám nghĩ tới việc nó vượt quá được 700.000$.

## Các bản hát lại
"A Day in the Life" đã được hát lại, một phần hay toàn bộ, bởi rất nhiều nghệ sĩ.
Trong số các nghệ sĩ nhạc jazz, ta có thể kể tới tay guitar Wes Montgomery, người đã hát lại ca khúc trong album cùng tên, A Day in the Life, mà trong đó anh có hát cả ca khúc "Eleanor Rigby" nữa. Cần nói thêm là album này lại được ra mắt chỉ vài ngày sau khi Sgt. Pepper's Lonely Hearts Club Band (1967) được phát hành. Năm 1970, Grant Green cũng hát lại ca khúc này trong album Green is Beautiful của mình.
Trong những thập kỷ sau, số lượng nghệ sĩ hát lại ca khúc này là vô kể, có thể kể tới Bee Gees năm 1978, The Fall năm 1988, Sting năm 1993 và Phish năm 2002. Năm 2007, The Libertines đã hát lại "A Day in the Life" trong một chương trình về The Beatles của đài BBC. The Rutles – ban nhạc châm biếm The Beatles – đã hát lại ca khúc này với tên gọi "Cheese and Onions". Devo đã hát ca khúc "Some Things Never Change" bằng việc lấy lại câu hát "I read the news today oh boy...". David Bowie cũng hát lại câu này trong ca khúc "Young Americans" nằm trong album cùng tên năm 1975, tương tự với Zack de La Rocha và DJ Shadow với ca khúc "March of Death".
Dù có một cấu trúc vô cùng đặc biệt, "A Day in the Life" đã từng được biểu diễn trong các buổi hòa nhạc, bắt đầu từ chính Paul McCartney. Ngày 1 tháng 6 năm 2008, trong chương trình Liverpool Sound Festival, ông đã hát lại ca khúc này tại Sân vận động Anfield. Ca khúc như một lời tri ân tới John Lennon bởi ngay sau đó, McCartney cũng hát "Give Peace a Chance". Chỉ 1 tháng sau, Neil Young cũng hát "A Day in the Life" trong tour diễn vòng quanh châu Âu của mình.
Năm 2009, Easy Star All-Stars thu âm lại toàn bộ album Sgt. Pepper theo phong cách reggae với tên Easy Star Lonely Hearts Dub Band. Phần hát của McCartney (được hát bởi Menny More) có phần lời hoàn toàn khác biệt ("fell out of bed, ran my fingers thru my dreads").
Năm 2010, nhóm nhạc của Québec, Les Bébites, hát lại ca khúc này theo một bản dịch khá hài hước.
Trên trang web chính thức của ca sĩ người Ý Zucchero, mục giới thiệu các ca khúc của ông được ghi "A Day in the Life".

## Thành phần tham gia sản xuất
| The Beatles - John Lennon – hát chính, guitar acoustic, piano. - Paul McCartney – hát chính, bass, piano. - George Harrison – maraca. - Ringo Starr – trống, bongo, piano. Các nghệ sĩ khác - Mal Evans – chuông báo thức, piano. - George Martin – harmonium, piano. Ê-kíp kỹ thuật - George Martin – nhà sản xuất. - Geoff Emerick – kỹ thuật viên âm thanh. - Richard Lush – kỹ thuật viên âm thanh. - Phil McDonald – kỹ thuật viên âm thanh. - Ken Townsend – kỹ thuật viên âm thanh. | Dàn nhạc - Violon – Erich Gruenberg, Granville Jones, Bill Monro, Jurgen Hess, Hans Geiger, D. Bradley, Lionel Bentley, David McCallum, Donald Weekes, Henry Datyner, Sidney Sax, Ernest Scott. - Hurdy gurdy – John Underwood, Gwynne Edwards, Bernard Davis, John Meek. - Cello – Francisco Gabarro, Dennis Vigay, Alan Dalziel, Alex Nifosi. - Contrabass – Cyril MacArther, Gordon Pearce. - Đàn hạc – John Marson. - Ô-boa – Roger Lord. - Flûtes – Clifford Seville, David Sandeman. - Trumpet – David Mason, Monty Montgomery, Harold Jackson. - Trombone – Raymond Brown, Raymond Premru, T. Moore. - Tuba – Michael Barnes. - Clarinette – Basil Tschaikov, Jack Bremer. - Kèn Pha-gốt – N. Fawcett, Alfred Waters. - Cor – Alan Civil, Neil Sanders. - Timpani – Tristan Fry. |